# Ola Solbakken
Ola Selvaag Solbakken (Oslo, 7 september 1998) is een Noors voetballer die doorgaans speelt als rechtsbuiten. Hij begon zijn carrière in zijn thuisland bij Ranheim Fotball en FK Bodø/Glimt, voordat hij in januari 2023 transfervrij overstapte naar AS Roma, dat hem later verhuurde aan Olympiakos Piraeus, Urawa Red Diamonds en Empoli FC. Solbakken debuteerde in 2021 in het Noors voetbalelftal.

## Clubcarrière

### Jeugd
Solbakken werd geboren in Oslo en verhuisde op 3-jarige leeftijd naar Melhus, waar hij op vijfjarige leeftijd voor Melhus IL ging spelen. Hij speelde daar bijna tien jaar lang en kwam als veertienjarige in de jeugdopleiding van Rosenborg BK terecht. Daar speelde hij vijf jaar, waarin hij worstelde met blessures, maar ook met zijn team de achtste finales van de UEFA Youth League wist te behalen.

### Ranheim Fotball
In januari 2018 kreeg Solbakken een profcontract bij Ranheim Fotball. Op 8 april 2018 debuteerde Solbakken door in de zeventigste minuut bij een 4–0 nederlaag tegen Tromsø IL in de Eliteserien Øyvind Storflor te vervangen. In de laatste weken van de competitie van 2018 kreeg hij enkele keren een basisplaats. Ranheim eindigde op de zevende plaats in de Eliteserien. Voorafgaand aan het seizoen 2019 verlengde Solbakken zijn contract met twee jaar, t/m 2021, waarna hij op de positie van rechtsbuiten meer speelminuten kreeg en enkele doelpunten maakte, waarvan zijn eerste twee bij een 5–2 zege op Viking FK op 28 april. Echter eindigde Ranheim op de laatste plaats in de competitie en degradeerde de club dus naar de 1. divisjon. Wel behaalde Ranheim de halve finale van het bekertoernooi, maar in de halve finale tegen Viking FK ging Ranheim met 3–0 onderuit en kwam Solbakken niet in actie.

### FK Bodø/Glimt
In december 2019 werd duidelijk dat Solbakken een contract van 2020 t/m 2022 tekende bij FK Bodø/Glimt. Het seizoen kon in verband met de coronacrisis pas in juni starten. Op 16 juni 2020 debuteerde Solbakken bij een 2–4 competitiezege op Viking FK voor Bodø/Glimt door zes minuten voor tijd Philip Zinckernagel te vervangen. Negen dagen later volgde Solbakkens eerste doelpunt in het shirt van Bodø/Glimt, tegen Rosenborg BK. Het was het winnende doelpunt in de negentigste minuut, enkele minuten nadat hij het veld betrad voor Marius Lode. Na het vertrek van Jens Petter Hauge naar AC Milan, de club waartegen Bodø/Glimt in september 2020 werd uitgeschakeld in de derde kwalificatieronde van de UEFA Europa League, in begin oktober 2020 kreeg Solbakken een basisplaats. In de gehele competitie verloor Bodø/Glimt enkel met 4–2 van Molde FK, waardoor Bodø/Glimt zich met negentien punten voorsprong voor het eerst in de clubgeschiedenis tot Noors kampioen kroonde. Solbakken had daar een aandeel in met drie doelpunten en vijf assists. In het competitieseizoen 2021 prolongeerde Bodø/Glimt de titel, ditmaal met drie punten voorsprong op Molde FK met zes doelpunten en evenveel assists van Solbakken. De club was ondertussen in de voorrondes van de UEFA Champions League met 2–5 uitgeschakeld door Legia Warschau, maar overleefde drie voorrondes in de kwalificatiereeks van de UEFA Europa Conference League en behaalde in de groepsfase vervolgens o.a. een 6–1 zege en een 2–2 gelijkspel tegen AS Roma, waarbij Solbakken driemaal trefzeker was. In de knock-outfase scoorde hij ook in de tweeluiken waarin Celtic FC en AZ uitgeschakeld werden. In de kwartfinales werd Bodø/Glimt zelf uitgeschakeld door AS Roma. In de competitie van 2022 had Solbakken last van blessureleed, maar scoorde hij vier keer, terwijl Bodø/Glimt als tweede achter Molde FK eindigde.

### AS Roma
Op 23 november 2022 werd bekend dat Solbakken op 2 januari 2023 transfervrij zou overstappen naar AS Roma. Hij debuteerde voor de club op 15 januari 2023, als vervanger van Tammy Abraham vlak voor tijd bij een 2–0 zege op ACF Fiorentina in de Serie A. Op 29 februari 2023 maakte hij zijn eerste doelpunt voor de Romeinen. Het was het enige doelpunt van het thuisduel met Hellas Verona. Solbakken speelde in het seizoen 2022/23 niet in de UEFA Europa League, waarin AS Roma de finale verloor van Sevilla FC.

#### Verhuurperioden
Solbakken werd op 2 september 2023 door AS Roma verhuurd aan Olympiakos Piraeus, dat een optie tot koop bedwong. Hij debuteerde voor de club op 21 september 2023, als invaller voor Kostas Fortounis tegen SC Freiburg in de groepsfase van de UEFA Europa League (2–3 nederlaag). Drie dagen later debuteerde hij ook in de Super League; hij had een basisplek bij een 4–0 zege op AE Kifisia. Na vijf optredens in de competitie kwam Solbakken echter niet meer aan spelen toe. Solbakken werd op 12 januari 2024 wederom verhuurd aan AS Roma, ditmaal aan Urawa Red Diamonds. Hij had bij deze club in zijn eerste maanden te maken met blessureleed. Op 22 mei 2024 debuteerde hij in Japan, als invaller bij een 1–0 nederlaag tegen V-Varen Nagasaki in de J.League Cup. Vier dagen later maakte hij ook zijn debuut in de J1 League, met een basisplek tegen Machida Zelvia. Solbakken kwam in vijf competitieduels niet tot scoren. Solbakken werd op 14 augustus 2024 voor een derde keer verhuurd door AS Roma, ditmaal in de eigen competitie aan Empoli FC. Op 17 augustus 2024 verving hij Sebastiano Esposito bij een doelpuntloos competitieduel tegen AC Monza, waarmee hij debuteerde voor Empoli FC. Solbakken kreeg regelmatig speeltijd, maar liep in december 2024 een blessure op die hem drie maanden aan de kant hield.

## Clubstatistieken
| Seizoen         | Club                 | Competitie      | Competitie | Competitie | Beker | Beker | Continentaal | Continentaal | Totaal | Totaal |
| Seizoen         | Club                 | Competitie      | Wed.       | Dlp.       | Wed.  | Dlp.  | Wed.         | Dlp.         | Wed.   | Dlp.   |
| --------------- | -------------------- | --------------- | ---------- | ---------- | ----- | ----- | ------------ | ------------ | ------ | ------ |
| 2018            | Ranheim Fotball      | Eliteserien     | 11         | 0          | 2     | 0     | —            | —            | 13     | 0      |
| 2019            | Ranheim Fotball      | Eliteserien     | 26         | 4          | 4     | 2     | —            | —            | 30     | 6      |
| 2020            | FK Bodø/Glimt        | Eliteserien     | 22         | 3          | —     | —     | 2            | 0            | 24     | 3      |
| 2021            | FK Bodø/Glimt        | Eliteserien     | 26         | 6          | 3     | 0     | 15           | 7            | 44     | 13     |
| 2022            | FK Bodø/Glimt        | Eliteserien     | 15         | 4          | 2     | 0     | 6            | 0            | 23     | 4      |
| 2022/23         | AS Roma              | Serie A         | 14         | 1          | 0     | 0     | 0            | 0            | 14     | 1      |
| 2023/24         | AS Roma              | Serie A         | 1          | 0          | 0     | 0     | 0            | 0            | 1      | 0      |
| 2023/24         | → Olympiakos Piraeus | Super League    | 5          | 0          | 0     | 0     | 3            | 0            | 8      | 0      |
| 2024            | → Urawa Red Diamonds | J1 League       | 5          | 0          | 1     | 0     | —            | —            | 6      | 0      |
| 2024/25         | → Empoli FC          | Serie A         | 16         | 0          | 3     | 0     | —            | —            | 19     | 0      |
| Carrière totaal | Carrière totaal      | Carrière totaal | 141        | 18         | 15    | 2     | 26           | 7            | 182    | 27     |

Bijgewerkt tot 18 april 2025.

## Interlandcarrière
Solbakken speelde in 2015 drie jeugdinterlands voor Noorwegen onder 17. Voor de WK-kwalificatieduels tegen Letland en Nederland in november 2021 werd hij na een blessure van Erling Haaland door bondscoach Ståle Solbakken voor het eerst opgeroepen voor het Noors voetbalelftal. Hij debuteerde in de thuiswedstrijd tegen Letland op 13 november 2021. In de 82ste minuut kwam Solbakken binnen de lijnen voor Kristian Thorstvedt. Drie dagen later volgde zijn basisdebuut in de uitwedstrijd tegen Nederland. Bij de rust werd hij vervangen door Jens Petter Hauge. In geen van beide duels scoorde Noorwegen en het land wist zich niet te kwalificeren voor het WK 2022. Op 20 juni 2023 maakte Solbakken zijn eerste interlanddoelpunt, waarmee hij bijdroeg aan een 3–1 overwinning tegen Cyprus in de kwalificatie voor het EK 2024.
| Interlands van Ola Solbakken voor Noorwegen | Interlands van Ola Solbakken voor Noorwegen | Interlands van Ola Solbakken voor Noorwegen | Interlands van Ola Solbakken voor Noorwegen | Interlands van Ola Solbakken voor Noorwegen | Interlands van Ola Solbakken voor Noorwegen |
| №                                           | Datum                                       | Wedstrijd                                   | Uitslag                                     | Competitie                                  | Goals                                       |
| 4                                           | Als speler bij FK Bodø/Glimt                | Als speler bij FK Bodø/Glimt                | Als speler bij FK Bodø/Glimt                | Als speler bij FK Bodø/Glimt                | 0                                           |
| ------------------------------------------- | ------------------------------------------- | ------------------------------------------- | ------------------------------------------- | ------------------------------------------- | ------------------------------------------- |
| 1.                                          | 13 november 2021                            | Noorwegen – Letland                         | 0 – 0                                       | Kwalificatie WK 2022                        |                                             |
| 2.                                          | 16 november 2021                            | Nederland – Noorwegen                       | 0 – 2                                       | Kwalificatie WK 2022                        |                                             |
| 3.                                          | 17 november 2022                            | Ierland – Noorwegen                         | 1 – 2                                       | Vriendschappelijk                           |                                             |
| 4.                                          | 20 november 2022                            | Noorwegen – Israël                          | 1 – 1                                       | Vriendschappelijk                           |                                             |
| 4                                           | Als speler bij AS Roma                      | Als speler bij AS Roma                      | Als speler bij AS Roma                      | Als speler bij AS Roma                      | 1                                           |
| 5.                                          | 25 maart 2023                               | Spanje – Noorwegen                          | 3 – 0                                       | Kwalificatie EK 2024                        |                                             |
| 6.                                          | 28 maart 2023                               | Georgië – Noorwegen                         | 1 – 1                                       | Kwalificatie EK 2024                        |                                             |
| 7.                                          | 17 juni 2023                                | Noorwegen – Schotland                       | 1 – 2                                       | Kwalificatie EK 2024                        |                                             |
| 8.                                          | 20 juni 2023                                | Noorwegen – Cyprus                          | 3 – 1                                       | Kwalificatie EK 2024                        | 12'                                         |
| 3                                           | Als speler bij Olympiakos Piraeus           | Als speler bij Olympiakos Piraeus           | Als speler bij Olympiakos Piraeus           | Als speler bij Olympiakos Piraeus           | 0                                           |
| 9.                                          | 7 september 2023                            | Noorwegen – Jordanië                        | 6 – 0                                       | Vriendschappelijk                           |                                             |
| 10.                                         | 12 september 2023                           | Noorwegen – Georgië                         | 2 – 1                                       | Kwalificatie EK 2024                        |                                             |
| 11.                                         | 12 oktober 2023                             | Cyprus – Noorwegen                          | 0 – 4                                       | Kwalificatie EK 2024                        |                                             |

Bijgewerkt tot 18 april 2025.

## Erelijst
FK Bodø/Glimt
- Eliteserien: 2020, 2021

1 Perisan ·
2 Goglitsjidze ·
3 Pezzella ·
5 Grassi  ·
6 Henderson ·
7 Sambia ·
8 Anjorin ·
9 Pellegri ·
10 Fazzini ·
11 Gyasi ·
12 Seghetti ·
13 Cacace ·
15 Sazonov ·
16 Belardinelli ·
17 Solbakken ·
19 Ekong ·
21 Viti ·
22 De Sciglio ·
23 Vásquez ·
24 Ebuehi ·
27 Żurkowski ·
29 Colombo ·
32 Haas ·
34 Ismajli ·
93 Maleh ·
98 Brancolini ·
99 Esposito ·
Coach: D'Aversa